# تراب علی
تراب علی (انگلیسی: Turab Ali; زاده نامشخص – درگذشته ۵ ژوئن ۲۰۰۹) بازیکن فوتبال اهل پاکستان بود.
از باشگاه‌هایی که در آن بازی کرده است می‌توان به باشگاه ورزشی محمدان (داکا) اشاره کرد.
وی همچنین در تیم ملی فوتبال پاکستان بازی کرده است.